# Tour Down Under 2023
Tour Down Under 2023 var den 23:e upplagan av det australiska etapploppet Tour Down Under. Cykelloppets fem etapper och prolog kördes mellan 17 och 22 januari 2023 med start i Adelaide och målgång på Mount Lofty. Loppet var en del av UCI World Tour 2023 och vanns av australiska Jay Vine från cykelstallet UAE Team Emirates. Det var första upplagan av Tour Down Under sedan 2020. 

## Deltagande lag
| WorldTeams (18)- AG2R Citroën Team - Alpecin-Deceuninck - Arkéa-Samsic - Astana Qazaqstan Team - Bahrain Victorious - Team Jayco AlUla - Bora-Hansgrohe - Cofidis - Team DSM - Groupama-FDJ - EF Education-EasyPost - Ineos Grenadiers - Intermarché-Circus-Wanty - Movistar Team - Jumbo-Visma - Soudal Quick-Step - Trek-Segafredo - UAE Team Emirates ProTeam- Israel-Premier Tech translation for headoftableIII_translate index 39 not found- UniSA-Australia |
| |

## Etapper
| Etapp  | Datum  | Start – mål              | type       | Distans (km) | Höjdskillnad (m) | Etappvinnare    | Totalledare     |
| ------ | ------ | ------------------------ | ---------- | ------------ | ---------------- | --------------- | --------------- |
| Prolog | 17 jan | Adelaide – Adelaide      | Tempoetapp | 5,5          | 39 m             | Alberto Bettiol | Alberto Bettiol |
| 1      | 18 jan | Tanunda – Tanunda        |            | 150,1        | 1 715 m          | Phil Bauhaus    | Alberto Bettiol |
| 2      | 19 jan | Brighton – Victor Harbor |            | 156          | 1 803 m          | Rohan Dennis    | Rohan Dennis    |
| 3      | 20 jan | Norwood – Campbelltown   | Kuperat    | 118,5        | 1 831 m          | Peio Bilbao     | Jay Vine        |
| 4      | 21 jan | Port Willunga – Willunga |            | 135,3        | 1 103 m          | Bryan Coquard   | Jay Vine        |
| 5      | 22 jan | Unley – Mount Lofty      | Kuperat    | 114          | 2 224 m          | Simon Yates     | Jay Vine        |

### Prolog
| Adelaide - Adelaide | Tempoetapp | (5,5 km) |

| \| Placeringar i etappen \| Placeringar i etappen \| Placeringar i etappen \| Placeringar i etappen \| Placeringar i etappen \| \| Cyklist \| Cyklist \| Lag \| Tid \| \| \| --------------------- \| --------------------- \| ------------------------ \| --------------------- \| --------------------- \| \| 1. \| Alberto Bettiol \| EF Education-EasyPost \| 6' 19" \| \| \| 2. \| Magnus Sheffield \| Ineos Grenadiers \| + 8" \| \| \| 3. \| Julius Johansen \| Intermarché-Circus-Wanty \| + 10" \| \| \| 4. \| Kaden Groves \| Alpecin-Deceuninck \| + 11" \| \| \| 5. \| Sam Gaze \| Alpecin-Deceuninck \| + 11" \| \| \| 6. \| Hugo Page \| Intermarché-Circus-Wanty \| + 12" \| \| \| 7. \| Marius Mayrhofer \| Team DSM \| + 13" \| \| \| 8. \| Jannik Steimle \| Soudal Quick-Step \| + 13" \| \| \| 9. \| Jay Vine \| UAE Team Emirates \| + 14" \| \| \| 10. \| Michael Matthews \| Team Jayco AlUla \| + 14" \| \| |                  |                          |        |
| |                  |                          |        |
| Källa: ProCyclingStats |                  |                          |        |
| Placeringar i etappen |                  |                          |        |
| Cyklist | Cyklist          | Lag                      | Tid    |
| 1. | Alberto Bettiol  | EF Education-EasyPost    | 6' 19" |
| 2. | Magnus Sheffield | Ineos Grenadiers         | + 8"   |
| 3. | Julius Johansen  | Intermarché-Circus-Wanty | + 10"  |
| 4. | Kaden Groves     | Alpecin-Deceuninck       | + 11"  |
| 5. | Sam Gaze         | Alpecin-Deceuninck       | + 11"  |
| 6. | Hugo Page        | Intermarché-Circus-Wanty | + 12"  |
| 7. | Marius Mayrhofer | Team DSM                 | + 13"  |
| 8. | Jannik Steimle   | Soudal Quick-Step        | + 13"  |
| 9. | Jay Vine         | UAE Team Emirates        | + 14"  |
| 10. | Michael Matthews | Team Jayco AlUla         | + 14"  |

| \| Totaltävlingen \| Totaltävlingen \| Totaltävlingen \| Totaltävlingen \| Totaltävlingen \| \| Cyklist \| Cyklist \| Lag \| Tid \| \| \| -------------- \| ---------------- \| ------------------------ \| -------------- \| -------------- \| \| 1. \| Alberto Bettiol \| EF Education-EasyPost \| 6' 19" \| \| \| 2. \| Magnus Sheffield \| Ineos Grenadiers \| + 8" \| \| \| 3. \| Julius Johansen \| Intermarché-Circus-Wanty \| + 10" \| \| \| 4. \| Kaden Groves \| Alpecin-Deceuninck \| + 11" \| \| \| 5. \| Sam Gaze \| Alpecin-Deceuninck \| + 11" \| \| \| 6. \| Hugo Page \| Intermarché-Circus-Wanty \| + 12" \| \| \| 7. \| Marius Mayrhofer \| Team DSM \| + 13" \| \| \| 8. \| Jannik Steimle \| Soudal Quick-Step \| + 13" \| \| \| 9. \| Jay Vine \| UAE Team Emirates \| + 14" \| \| \| 10. \| Michael Matthews \| Team Jayco AlUla \| + 14" \| \| |                  |                          |        |
| |                  |                          |        |
| Källa: ProCyclingStats |                  |                          |        |
| Totaltävlingen |                  |                          |        |
| Cyklist | Cyklist          | Lag                      | Tid    |
| 1. | Alberto Bettiol  | EF Education-EasyPost    | 6' 19" |
| 2. | Magnus Sheffield | Ineos Grenadiers         | + 8"   |
| 3. | Julius Johansen  | Intermarché-Circus-Wanty | + 10"  |
| 4. | Kaden Groves     | Alpecin-Deceuninck       | + 11"  |
| 5. | Sam Gaze         | Alpecin-Deceuninck       | + 11"  |
| 6. | Hugo Page        | Intermarché-Circus-Wanty | + 12"  |
| 7. | Marius Mayrhofer | Team DSM                 | + 13"  |
| 8. | Jannik Steimle   | Soudal Quick-Step        | + 13"  |
| 9. | Jay Vine         | UAE Team Emirates        | + 14"  |
| 10. | Michael Matthews | Team Jayco AlUla         | + 14"  |

### 1:a etappen
| Tanunda - Tanunda |  | (150,1 km) |

| \| Placeringar i etappen \| Placeringar i etappen \| Placeringar i etappen \| Placeringar i etappen \| Placeringar i etappen \| \| Cyklist \| Cyklist \| Lag \| Tid \| \| \| --------------------- \| --------------------- \| ------------------------ \| --------------------- \| --------------------- \| \| 1. \| Phil Bauhaus \| Bahrain Victorious \| 3t 37' 35" \| \| \| 2. \| Caleb Ewan \| UniSA-Australia \| + 0" \| \| \| 3. \| Michael Matthews \| Team Jayco AlUla \| + 0" \| \| \| 4. \| Alessandro Covi \| UAE Team Emirates \| + 0" \| \| \| 5. \| Paul Penhoët \| Groupama-FDJ \| + 0" \| \| \| 6. \| Emīls Liepiņš \| Trek-Segafredo \| + 0" \| \| \| 7. \| Hugo Page \| Intermarché-Circus-Wanty \| + 0" \| \| \| 8. \| Hugo Hofstetter \| Arkéa-Samsic \| + 0" \| \| \| 9. \| Taj Jones \| Israel-Premier Tech \| + 0" \| \| \| 10. \| Gerben Thijssen \| Intermarché-Circus-Wanty \| + 0" \| \| |                  |                          |            |
| |                  |                          |            |
| Källa: ProCyclingStats |                  |                          |            |
| Placeringar i etappen |                  |                          |            |
| Cyklist | Cyklist          | Lag                      | Tid        |
| 1. | Phil Bauhaus     | Bahrain Victorious       | 3t 37' 35" |
| 2. | Caleb Ewan       | UniSA-Australia          | + 0"       |
| 3. | Michael Matthews | Team Jayco AlUla         | + 0"       |
| 4. | Alessandro Covi  | UAE Team Emirates        | + 0"       |
| 5. | Paul Penhoët     | Groupama-FDJ             | + 0"       |
| 6. | Emīls Liepiņš    | Trek-Segafredo           | + 0"       |
| 7. | Hugo Page        | Intermarché-Circus-Wanty | + 0"       |
| 8. | Hugo Hofstetter  | Arkéa-Samsic             | + 0"       |
| 9. | Taj Jones        | Israel-Premier Tech      | + 0"       |
| 10. | Gerben Thijssen  | Intermarché-Circus-Wanty | + 0"       |

| \| Totaltävlingen \| Totaltävlingen \| Totaltävlingen \| Totaltävlingen \| Totaltävlingen \| \| Cyklist \| Cyklist \| Lag \| Tid \| \| \| -------------- \| ---------------- \| ------------------------ \| -------------- \| -------------- \| \| 1. \| Alberto Bettiol \| EF Education-EasyPost \| 3t 43' 54" \| \| \| 2. \| Michael Matthews \| Team Jayco AlUla \| + 6" \| \| \| 3. \| Magnus Sheffield \| Ineos Grenadiers \| + 8" \| \| \| 4. \| Julius Johansen \| Intermarché-Circus-Wanty \| + 10" \| \| \| 5. \| Kaden Groves \| Alpecin-Deceuninck \| + 11" \| \| \| 6. \| Sam Gaze \| Alpecin-Deceuninck \| + 11" \| \| \| 7. \| Hugo Page \| Intermarché-Circus-Wanty \| + 12" \| \| \| 8. \| Marius Mayrhofer \| Team DSM \| + 13" \| \| \| 9. \| Corbin Strong \| Israel-Premier Tech \| + 13" \| \| \| 10. \| Jannik Steimle \| Soudal Quick-Step \| + 13" \| \| |                  |                          |            |
| |                  |                          |            |
| Källa: ProCyclingStats |                  |                          |            |
| Totaltävlingen |                  |                          |            |
| Cyklist | Cyklist          | Lag                      | Tid        |
| 1. | Alberto Bettiol  | EF Education-EasyPost    | 3t 43' 54" |
| 2. | Michael Matthews | Team Jayco AlUla         | + 6"       |
| 3. | Magnus Sheffield | Ineos Grenadiers         | + 8"       |
| 4. | Julius Johansen  | Intermarché-Circus-Wanty | + 10"      |
| 5. | Kaden Groves     | Alpecin-Deceuninck       | + 11"      |
| 6. | Sam Gaze         | Alpecin-Deceuninck       | + 11"      |
| 7. | Hugo Page        | Intermarché-Circus-Wanty | + 12"      |
| 8. | Marius Mayrhofer | Team DSM                 | + 13"      |
| 9. | Corbin Strong    | Israel-Premier Tech      | + 13"      |
| 10. | Jannik Steimle   | Soudal Quick-Step        | + 13"      |

### 2:a etappen
| Brighton - Victor Harbor |  | (156 km) |

| \| Placeringar i etappen \| Placeringar i etappen \| Placeringar i etappen \| Placeringar i etappen \| Placeringar i etappen \| \| Cyklist \| Cyklist \| Lag \| Tid \| \| \| --------------------- \| --------------------- \| --------------------- \| --------------------- \| --------------------- \| \| 1. \| Rohan Dennis \| Jumbo-Visma \| 4t 00' 40" \| \| \| 2. \| Jay Vine \| UAE Team Emirates \| + 2" \| \| \| 3. \| Mauro Schmid \| Soudal Quick-Step \| + 2" \| \| \| 4. \| Simon Yates \| Team Jayco AlUla \| + 2" \| \| \| 5. \| Jai Hindley \| Bora-Hansgrohe \| + 5" \| \| \| 6. \| Caleb Ewan \| Lotto Dstny \| + 11" \| \| \| 7. \| Emīls Liepiņš \| Trek-Segafredo \| + 11" \| \| \| 8. \| Corbin Strong \| Israel-Premier Tech \| + 11" \| \| \| 9. \| Kaden Groves \| Alpecin-Deceuninck \| + 11" \| \| \| 10. \| Paul Penhoët \| Groupama-FDJ \| + 11" \| \| |               |                     |            |
| |               |                     |            |
| Källa: ProCyclingStats |               |                     |            |
| Placeringar i etappen |               |                     |            |
| Cyklist | Cyklist       | Lag                 | Tid        |
| 1. | Rohan Dennis  | Jumbo-Visma         | 4t 00' 40" |
| 2. | Jay Vine      | UAE Team Emirates   | + 2"       |
| 3. | Mauro Schmid  | Soudal Quick-Step   | + 2"       |
| 4. | Simon Yates   | Team Jayco AlUla    | + 2"       |
| 5. | Jai Hindley   | Bora-Hansgrohe      | + 5"       |
| 6. | Caleb Ewan    | Lotto Dstny         | + 11"      |
| 7. | Emīls Liepiņš | Trek-Segafredo      | + 11"      |
| 8. | Corbin Strong | Israel-Premier Tech | + 11"      |
| 9. | Kaden Groves  | Alpecin-Deceuninck  | + 11"      |
| 10. | Paul Penhoët  | Groupama-FDJ        | + 11"      |

| \| Totaltävlingen \| Totaltävlingen \| Totaltävlingen \| Totaltävlingen \| Totaltävlingen \| \| Cyklist \| Cyklist \| Lag \| Tid \| \| \| -------------- \| ---------------- \| ------------------------ \| -------------- \| -------------- \| \| 1. \| Rohan Dennis \| Jumbo-Visma \| 7t 44' 41" \| \| \| 2. \| Jay Vine \| UAE Team Emirates \| + 3" \| \| \| 3. \| Magnus Sheffield \| Ineos Grenadiers \| + 12" \| \| \| 4. \| Mauro Schmid \| Soudal Quick-Step \| + 13" \| \| \| 5. \| Corbin Strong \| Israel-Premier Tech \| + 14" \| \| \| 6. \| Hugo Page \| Intermarché-Circus-Wanty \| + 14" \| \| \| 7. \| Kaden Groves \| Alpecin-Deceuninck \| + 15" \| \| \| 8. \| Marius Mayrhofer \| Team DSM \| + 17" \| \| \| 9. \| Nikias Arndt \| Bahrain Victorious \| + 19" \| \| \| 10. \| Miles Scotson \| Groupama-FDJ \| + 20" \| \| |                  |                          |            |
| |                  |                          |            |
| Källa: ProCyclingStats |                  |                          |            |
| Totaltävlingen |                  |                          |            |
| Cyklist | Cyklist          | Lag                      | Tid        |
| 1. | Rohan Dennis     | Jumbo-Visma              | 7t 44' 41" |
| 2. | Jay Vine         | UAE Team Emirates        | + 3"       |
| 3. | Magnus Sheffield | Ineos Grenadiers         | + 12"      |
| 4. | Mauro Schmid     | Soudal Quick-Step        | + 13"      |
| 5. | Corbin Strong    | Israel-Premier Tech      | + 14"      |
| 6. | Hugo Page        | Intermarché-Circus-Wanty | + 14"      |
| 7. | Kaden Groves     | Alpecin-Deceuninck       | + 15"      |
| 8. | Marius Mayrhofer | Team DSM                 | + 17"      |
| 9. | Nikias Arndt     | Bahrain Victorious       | + 19"      |
| 10. | Miles Scotson    | Groupama-FDJ             | + 20"      |

### 3:e etappen
| Norwood - Campbelltown | Kuperat | (118,5 km) |

| \| Placeringar i etappen \| Placeringar i etappen \| Placeringar i etappen \| Placeringar i etappen \| Placeringar i etappen \| \| Cyklist \| Cyklist \| Lag \| Tid \| \| \| --------------------- \| --------------------- \| ------------------------ \| --------------------- \| --------------------- \| \| 1. \| Peio Bilbao \| Bahrain Victorious \| 2t 48' 10" \| \| \| 2. \| Simon Yates \| Team Jayco AlUla \| + 0" \| \| \| 3. \| Jay Vine \| UAE Team Emirates \| + 0" \| \| \| 4. \| Michael Matthews \| Team Jayco AlUla \| + 28" \| \| \| 5. \| Sven Erik Bystrøm \| Intermarché-Circus-Wanty \| + 28" \| \| \| 6. \| Natnael Tesfatsion \| Trek-Segafredo \| + 28" \| \| \| 7. \| Antonio Tiberi \| Trek-Segafredo \| + 28" \| \| \| 8. \| Milan Vader \| Jumbo-Visma \| + 28" \| \| \| 9. \| Ben O'Connor \| AG2R Citroën Team \| + 28" \| \| \| 10. \| Ethan Hayter \| Ineos Grenadiers \| + 28" \| \| |                    |                          |            |
| |                    |                          |            |
| Källa: ProCyclingStats |                    |                          |            |
| Placeringar i etappen |                    |                          |            |
| Cyklist | Cyklist            | Lag                      | Tid        |
| 1. | Peio Bilbao        | Bahrain Victorious       | 2t 48' 10" |
| 2. | Simon Yates        | Team Jayco AlUla         | + 0"       |
| 3. | Jay Vine           | UAE Team Emirates        | + 0"       |
| 4. | Michael Matthews   | Team Jayco AlUla         | + 28"      |
| 5. | Sven Erik Bystrøm  | Intermarché-Circus-Wanty | + 28"      |
| 6. | Natnael Tesfatsion | Trek-Segafredo           | + 28"      |
| 7. | Antonio Tiberi     | Trek-Segafredo           | + 28"      |
| 8. | Milan Vader        | Jumbo-Visma              | + 28"      |
| 9. | Ben O'Connor       | AG2R Citroën Team        | + 28"      |
| 10. | Ethan Hayter       | Ineos Grenadiers         | + 28"      |

| \| Totaltävlingen \| Totaltävlingen \| Totaltävlingen \| Totaltävlingen \| Totaltävlingen \| \| Cyklist \| Cyklist \| Lag \| Tid \| \| \| -------------- \| ----------------- \| ------------------------ \| -------------- \| -------------- \| \| 1. \| Jay Vine \| UAE Team Emirates \| 10t 32' 50" \| \| \| 2. \| Peio Bilbao \| Bahrain Victorious \| + 15" \| \| \| 3. \| Simon Yates \| Team Jayco AlUla \| + 16" \| \| \| 4. \| Magnus Sheffield \| Ineos Grenadiers \| + 45" \| \| \| 5. \| Mauro Schmid \| Soudal Quick-Step \| + 46" \| \| \| 6. \| Ethan Hayter \| Ineos Grenadiers \| + 50" \| \| \| 7. \| Sven Erik Bystrøm \| Intermarché-Circus-Wanty \| + 54" \| \| \| 8. \| Antonio Tiberi \| Trek-Segafredo \| + 58" \| \| \| 9. \| Ben O'Connor \| AG2R Citroën Team \| + 1' 00" \| \| \| 10. \| Gorka Izagirre \| Movistar Team \| + 1' 01" \| \| |                   |                          |             |
| |                   |                          |             |
| Källa: ProCyclingStats |                   |                          |             |
| Totaltävlingen |                   |                          |             |
| Cyklist | Cyklist           | Lag                      | Tid         |
| 1. | Jay Vine          | UAE Team Emirates        | 10t 32' 50" |
| 2. | Peio Bilbao       | Bahrain Victorious       | + 15"       |
| 3. | Simon Yates       | Team Jayco AlUla         | + 16"       |
| 4. | Magnus Sheffield  | Ineos Grenadiers         | + 45"       |
| 5. | Mauro Schmid      | Soudal Quick-Step        | + 46"       |
| 6. | Ethan Hayter      | Ineos Grenadiers         | + 50"       |
| 7. | Sven Erik Bystrøm | Intermarché-Circus-Wanty | + 54"       |
| 8. | Antonio Tiberi    | Trek-Segafredo           | + 58"       |
| 9. | Ben O'Connor      | AG2R Citroën Team        | + 1' 00"    |
| 10. | Gorka Izagirre    | Movistar Team            | + 1' 01"    |

### 4:e etappen
| Port Willunga - Willunga |  | (135,3 km) |

| \| Placeringar i etappen \| Placeringar i etappen \| Placeringar i etappen \| Placeringar i etappen \| Placeringar i etappen \| \| Cyklist \| Cyklist \| Lag \| Tid \| \| \| --------------------- \| --------------------- \| ------------------------ \| --------------------- \| --------------------- \| \| 1. \| Bryan Coquard \| Cofidis \| 2t 53' 41" \| \| \| 2. \| Alberto Bettiol \| EF Education-EasyPost \| + 0" \| \| \| 3. \| Hugo Page \| Intermarché-Circus-Wanty \| + 0" \| \| \| 4. \| Paul Penhoët \| Groupama-FDJ \| + 0" \| \| \| 5. \| Corbin Strong \| Israel-Premier Tech \| + 0" \| \| \| 6. \| Michael Matthews \| Team Jayco AlUla \| + 0" \| \| \| 7. \| Dorian Godon \| AG2R Citroën Team \| + 0" \| \| \| 8. \| Marius Mayrhofer \| Team DSM \| + 0" \| \| \| 9. \| Kim Heiduk \| Ineos Grenadiers \| + 0" \| \| \| 10. \| Caleb Ewan \| UniSA-Australia \| + 0" \| \| |                  |                          |            |
| |                  |                          |            |
| Källa: ProCyclingStats |                  |                          |            |
| Placeringar i etappen |                  |                          |            |
| Cyklist | Cyklist          | Lag                      | Tid        |
| 1. | Bryan Coquard    | Cofidis                  | 2t 53' 41" |
| 2. | Alberto Bettiol  | EF Education-EasyPost    | + 0"       |
| 3. | Hugo Page        | Intermarché-Circus-Wanty | + 0"       |
| 4. | Paul Penhoët     | Groupama-FDJ             | + 0"       |
| 5. | Corbin Strong    | Israel-Premier Tech      | + 0"       |
| 6. | Michael Matthews | Team Jayco AlUla         | + 0"       |
| 7. | Dorian Godon     | AG2R Citroën Team        | + 0"       |
| 8. | Marius Mayrhofer | Team DSM                 | + 0"       |
| 9. | Kim Heiduk       | Ineos Grenadiers         | + 0"       |
| 10. | Caleb Ewan       | UniSA-Australia          | + 0"       |

| \| Totaltävlingen \| Totaltävlingen \| Totaltävlingen \| Totaltävlingen \| Totaltävlingen \| \| Cyklist \| Cyklist \| Lag \| Tid \| \| \| -------------- \| ----------------- \| ------------------------ \| -------------- \| -------------- \| \| 1. \| Jay Vine \| UAE Team Emirates \| + 13t 26' 31" \| \| \| 2. \| Simon Yates \| Team Jayco AlUla \| + 15" \| \| \| 3. \| Peio Bilbao \| Bahrain Victorious \| + 15" \| \| \| 4. \| Magnus Sheffield \| Ineos Grenadiers \| + 45" \| \| \| 5. \| Mauro Schmid \| Soudal Quick-Step \| + 46" \| \| \| 6. \| Ethan Hayter \| Ineos Grenadiers \| + 50" \| \| \| 7. \| Sven Erik Bystrøm \| Intermarché-Circus-Wanty \| + 54" \| \| \| 8. \| Hugo Page \| Intermarché-Circus-Wanty \| + 56" \| \| \| 9. \| Antonio Tiberi \| Trek-Segafredo \| + 58" \| \| \| 10. \| Ben O'Connor \| AG2R Citroën Team \| + 1' 00" \| \| |                   |                          |               |
| |                   |                          |               |
| Källa: ProCyclingStats |                   |                          |               |
| Totaltävlingen |                   |                          |               |
| Cyklist | Cyklist           | Lag                      | Tid           |
| 1. | Jay Vine          | UAE Team Emirates        | + 13t 26' 31" |
| 2. | Simon Yates       | Team Jayco AlUla         | + 15"         |
| 3. | Peio Bilbao       | Bahrain Victorious       | + 15"         |
| 4. | Magnus Sheffield  | Ineos Grenadiers         | + 45"         |
| 5. | Mauro Schmid      | Soudal Quick-Step        | + 46"         |
| 6. | Ethan Hayter      | Ineos Grenadiers         | + 50"         |
| 7. | Sven Erik Bystrøm | Intermarché-Circus-Wanty | + 54"         |
| 8. | Hugo Page         | Intermarché-Circus-Wanty | + 56"         |
| 9. | Antonio Tiberi    | Trek-Segafredo           | + 58"         |
| 10. | Ben O'Connor      | AG2R Citroën Team        | + 1' 00"      |

### 5:e etappen
| Unley - Mount Lofty | Kuperat | (114 km) |

| \| Placeringar i etappen \| Placeringar i etappen \| Placeringar i etappen \| Placeringar i etappen \| Placeringar i etappen \| \| Cyklist \| Cyklist \| Lag \| Tid \| \| \| --------------------- \| --------------------- \| ------------------------ \| --------------------- \| --------------------- \| \| 1. \| Simon Yates \| Team Jayco AlUla \| 2t 41' 16" \| \| \| 2. \| Jay Vine \| UAE Team Emirates \| + 0" \| \| \| 3. \| Ben O'Connor \| AG2R Citroën Team \| + 2" \| \| \| 4. \| Antonio Tiberi \| Trek-Segafredo \| + 3" \| \| \| 5. \| Sven Erik Bystrøm \| Intermarché-Circus-Wanty \| + 6" \| \| \| 6. \| Jai Hindley \| Bora-Hansgrohe \| + 6" \| \| \| 7. \| Peio Bilbao \| Bahrain Victorious \| + 6" \| \| \| 8. \| Giovanni Aleotti \| Bora-Hansgrohe \| + 6" \| \| \| 9. \| Magnus Sheffield \| Ineos Grenadiers \| + 6" \| \| \| 10. \| Mauro Schmid \| Soudal Quick-Step \| + 6" \| \| |                   |                          |            |
| |                   |                          |            |
| Källa: ProCyclingStats |                   |                          |            |
| Placeringar i etappen |                   |                          |            |
| Cyklist | Cyklist           | Lag                      | Tid        |
| 1. | Simon Yates       | Team Jayco AlUla         | 2t 41' 16" |
| 2. | Jay Vine          | UAE Team Emirates        | + 0"       |
| 3. | Ben O'Connor      | AG2R Citroën Team        | + 2"       |
| 4. | Antonio Tiberi    | Trek-Segafredo           | + 3"       |
| 5. | Sven Erik Bystrøm | Intermarché-Circus-Wanty | + 6"       |
| 6. | Jai Hindley       | Bora-Hansgrohe           | + 6"       |
| 7. | Peio Bilbao       | Bahrain Victorious       | + 6"       |
| 8. | Giovanni Aleotti  | Bora-Hansgrohe           | + 6"       |
| 9. | Magnus Sheffield  | Ineos Grenadiers         | + 6"       |
| 10. | Mauro Schmid      | Soudal Quick-Step        | + 6"       |

## Resultat

### Sammanlagt
| \| Totaltävlingen \| Totaltävlingen \| Totaltävlingen \| Totaltävlingen \| Totaltävlingen \| \| Cyklist \| Cyklist \| Lag \| Tid \| \| \| -------------- \| ------------------ \| ------------------------ \| -------------- \| -------------- \| \| 1. \| Jay Vine \| UAE Team Emirates \| 16t 07' 41" \| \| \| 2. \| Simon Yates \| Team Jayco AlUla \| + 11" \| \| \| 3. \| Peio Bilbao \| Bahrain Victorious \| + 27" \| \| \| 4. \| Magnus Sheffield \| Ineos Grenadiers \| + 57" \| \| \| 5. \| Mauro Schmid \| Soudal Quick-Step \| + 58" \| \| \| 6. \| Ben O'Connor \| AG2R Citroën Team \| + 1' 04" \| \| \| 7. \| Sven Erik Bystrøm \| Intermarché-Circus-Wanty \| + 1' 06" \| \| \| 8. \| Antonio Tiberi \| Trek-Segafredo \| + 1' 07" \| \| \| 9. \| Gorka Izagirre \| Movistar Team \| + 1' 13" \| \| \| 10. \| Bryan Coquard \| Cofidis \| + 1' 13" \| \| \| 11. \| Marc Hirschi \| UAE Team Emirates \| + 1' 13" \| \| \| 12. \| Rudy Molard \| Groupama-FDJ \| + 1' 16" \| \| \| 13. \| Sebastian Berwick \| Israel-Premier Tech \| + 1' 17" \| \| \| 14. \| Natnael Tesfatsion \| Trek-Segafredo \| + 1' 18" \| \| \| 15. \| George Bennett \| UAE Team Emirates \| + 1' 20" \| \| \| 16. \| Jai Hindley \| Bora-Hansgrohe \| + 1' 23" \| \| \| 17. \| Giovanni Aleotti \| Bora-Hansgrohe \| + 1' 44" \| \| \| 18. \| Ethan Hayter \| Ineos Grenadiers \| + 1' 45" \| \| \| 19. \| Hugo Page \| Intermarché-Circus-Wanty \| + 1' 51" \| \| \| 20. \| Élie Gesbert \| Arkéa-Samsic \| + 2' 14" \| \| |                    |                          |             |
| |                    |                          |             |
| Källa: ProCyclingStats |                    |                          |             |
| Totaltävlingen |                    |                          |             |
| Cyklist | Cyklist            | Lag                      | Tid         |
| 1. | Jay Vine           | UAE Team Emirates        | 16t 07' 41" |
| 2. | Simon Yates        | Team Jayco AlUla         | + 11"       |
| 3. | Peio Bilbao        | Bahrain Victorious       | + 27"       |
| 4. | Magnus Sheffield   | Ineos Grenadiers         | + 57"       |
| 5. | Mauro Schmid       | Soudal Quick-Step        | + 58"       |
| 6. | Ben O'Connor       | AG2R Citroën Team        | + 1' 04"    |
| 7. | Sven Erik Bystrøm  | Intermarché-Circus-Wanty | + 1' 06"    |
| 8. | Antonio Tiberi     | Trek-Segafredo           | + 1' 07"    |
| 9. | Gorka Izagirre     | Movistar Team            | + 1' 13"    |
| 10. | Bryan Coquard      | Cofidis                  | + 1' 13"    |
| 11. | Marc Hirschi       | UAE Team Emirates        | + 1' 13"    |
| 12. | Rudy Molard        | Groupama-FDJ             | + 1' 16"    |
| 13. | Sebastian Berwick  | Israel-Premier Tech      | + 1' 17"    |
| 14. | Natnael Tesfatsion | Trek-Segafredo           | + 1' 18"    |
| 15. | George Bennett     | UAE Team Emirates        | + 1' 20"    |
| 16. | Jai Hindley        | Bora-Hansgrohe           | + 1' 23"    |
| 17. | Giovanni Aleotti   | Bora-Hansgrohe           | + 1' 44"    |
| 18. | Ethan Hayter       | Ineos Grenadiers         | + 1' 45"    |
| 19. | Hugo Page          | Intermarché-Circus-Wanty | + 1' 51"    |
| 20. | Élie Gesbert       | Arkéa-Samsic             | + 2' 14"    |

### Övriga tävlingar
| Poängtävlingen | Poängtävlingen   | Poängtävlingen           | Poängtävlingen | Poängtävlingen |
| Cyklist        | Cyklist          | Lag                      | Poäng          |                |
| -------------- | ---------------- | ------------------------ | -------------- | -------------- |
| 1.             | Michael Matthews | Team Jayco AlUla         | 61 poäng       |                |
| 2.             | Simon Yates      | Team Jayco AlUla         | 57 poäng       |                |
| 3.             | Jay Vine         | UAE Team Emirates        | 57 poäng       |                |
| 4.             | Caleb Ewan       | Lotto Dstny              | 47 poäng       |                |
| 5.             | Paul Penhoët     | Groupama-FDJ             | 43 poäng       |                |
| 6.             | Hugo Page        | Intermarché-Circus-Wanty | 40 poäng       |                |
| 7.             | Bryan Coquard    | Cofidis                  | 37 poäng       |                |
| 8.             | Corbin Strong    | Israel-Premier Tech      | 34 poäng       |                |
| 9.             | Rohan Dennis     | Jumbo-Visma              | 30 poäng       |                |
| 10.            | Phil Bauhaus     | Bahrain Victorious       | 30 poäng       |                |

| Poängtävlingen | Poängtävlingen   | Poängtävlingen           | Poängtävlingen | Poängtävlingen |
| Cyklist        | Cyklist          | Lag                      | Poäng          |                |
| -------------- | ---------------- | ------------------------ | -------------- | -------------- |
| 1.             | Michael Matthews | Team Jayco AlUla         | 61 poäng       |                |
| 2.             | Simon Yates      | Team Jayco AlUla         | 57 poäng       |                |
| 3.             | Jay Vine         | UAE Team Emirates        | 57 poäng       |                |
| 4.             | Caleb Ewan       | Lotto Dstny              | 47 poäng       |                |
| 5.             | Paul Penhoët     | Groupama-FDJ             | 43 poäng       |                |
| 6.             | Hugo Page        | Intermarché-Circus-Wanty | 40 poäng       |                |
| 7.             | Bryan Coquard    | Cofidis                  | 37 poäng       |                |
| 8.             | Corbin Strong    | Israel-Premier Tech      | 34 poäng       |                |
| 9.             | Rohan Dennis     | Jumbo-Visma              | 30 poäng       |                |
| 10.            | Phil Bauhaus     | Bahrain Victorious       | 30 poäng       |                |

| Ungdomstävlingen | Ungdomstävlingen  | Ungdomstävlingen         | Ungdomstävlingen | Ungdomstävlingen |
| Cyklist          | Cyklist           | Lag                      | Tid              |                  |
| ---------------- | ----------------- | ------------------------ | ---------------- | ---------------- |
| 1.               | Magnus Sheffield  | Ineos Grenadiers         | 16t 08' 38"      |                  |
| 2.               | Antonio Tiberi    | Trek-Segafredo           | + 10"            |                  |
| 3.               | Hugo Page         | Intermarché-Circus-Wanty | + 54"            |                  |
| 4.               | Reuben Thompson   | Groupama-FDJ             | + 1' 32"         |                  |
| 5.               | Alex Baudin       | AG2R Citroën Team        | + 1' 54"         |                  |
| 6.               | Paul Penhoët      | Groupama-FDJ             | + 3' 24"         |                  |
| 7.               | Iván Romeo        | Movistar Team            | + 6' 55"         |                  |
| 8.               | Leo Hayter        | Ineos Grenadiers         | + 10' 14"        |                  |
| 9.               | Alessandro Verre  | Arkéa-Samsic             | + 18' 59"        |                  |
| 10.              | Finn Fisher-Black | UAE Team Emirates        | + 24' 25"        |                  |

| Ungdomstävlingen | Ungdomstävlingen  | Ungdomstävlingen         | Ungdomstävlingen | Ungdomstävlingen |
| Cyklist          | Cyklist           | Lag                      | Tid              |                  |
| ---------------- | ----------------- | ------------------------ | ---------------- | ---------------- |
| 1.               | Magnus Sheffield  | Ineos Grenadiers         | 16t 08' 38"      |                  |
| 2.               | Antonio Tiberi    | Trek-Segafredo           | + 10"            |                  |
| 3.               | Hugo Page         | Intermarché-Circus-Wanty | + 54"            |                  |
| 4.               | Reuben Thompson   | Groupama-FDJ             | + 1' 32"         |                  |
| 5.               | Alex Baudin       | AG2R Citroën Team        | + 1' 54"         |                  |
| 6.               | Paul Penhoët      | Groupama-FDJ             | + 3' 24"         |                  |
| 7.               | Iván Romeo        | Movistar Team            | + 6' 55"         |                  |
| 8.               | Leo Hayter        | Ineos Grenadiers         | + 10' 14"        |                  |
| 9.               | Alessandro Verre  | Arkéa-Samsic             | + 18' 59"        |                  |
| 10.              | Finn Fisher-Black | UAE Team Emirates        | + 24' 25"        |                  |

| Bergstävlingen | Bergstävlingen        | Bergstävlingen        | Bergstävlingen | Bergstävlingen |
| Cyklist        | Cyklist               | Lag                   | Poäng          |                |
| -------------- | --------------------- | --------------------- | -------------- | -------------- |
| 1.             | Mikkel Frølich Honoré | EF Education-EasyPost | 21 poäng       |                |
| 2.             | Jay Vine              | UAE Team Emirates     | 20 poäng       |                |
| 3.             | Simon Yates           | Team Jayco AlUla      | 18 poäng       |                |
| 4.             | Fabio Felline         | Astana Qazaqstan Team | 11 poäng       |                |
| 5.             | Kim Heiduk            | Ineos Grenadiers      | 10 poäng       |                |
| 6.             | Johan Jacobs          | Movistar Team         | 10 poäng       |                |
| 7.             | Luke Plapp            | Ineos Grenadiers      | 10 poäng       |                |
| 8.             | Alessandro Covi       | UAE Team Emirates     | 8 poäng        |                |
| 9.             | Matthew Dinham        | Team DSM              | 8 poäng        |                |
| 10.            | Dmitriy Gruzdev       | Astana Qazaqstan Team | 7 poäng        |                |

| Bergstävlingen | Bergstävlingen        | Bergstävlingen        | Bergstävlingen | Bergstävlingen |
| Cyklist        | Cyklist               | Lag                   | Poäng          |                |
| -------------- | --------------------- | --------------------- | -------------- | -------------- |
| 1.             | Mikkel Frølich Honoré | EF Education-EasyPost | 21 poäng       |                |
| 2.             | Jay Vine              | UAE Team Emirates     | 20 poäng       |                |
| 3.             | Simon Yates           | Team Jayco AlUla      | 18 poäng       |                |
| 4.             | Fabio Felline         | Astana Qazaqstan Team | 11 poäng       |                |
| 5.             | Kim Heiduk            | Ineos Grenadiers      | 10 poäng       |                |
| 6.             | Johan Jacobs          | Movistar Team         | 10 poäng       |                |
| 7.             | Luke Plapp            | Ineos Grenadiers      | 10 poäng       |                |
| 8.             | Alessandro Covi       | UAE Team Emirates     | 8 poäng        |                |
| 9.             | Matthew Dinham        | Team DSM              | 8 poäng        |                |
| 10.            | Dmitriy Gruzdev       | Astana Qazaqstan Team | 7 poäng        |                |

| Lagtävlingen | Lagtävlingen      | Lagtävlingen | Lagtävlingen |
| Lag          | Lag               | Tid          |              |
| ------------ | ----------------- | ------------ | ------------ |
| 1.           | UAE Team Emirates | 48t 25' 34"  |              |
| 2.           | Trek-Segafredo    | + 1' 24"     |              |
| 3.           | Groupama-FDJ      | + 1' 41"     |              |
| 4.           | AG2R Citroën Team | + 3' 09"     |              |
| 5.           | Soudal Quick-Step | + 5' 02"     |              |

| Lagtävlingen | Lagtävlingen      | Lagtävlingen | Lagtävlingen |
| Lag          | Lag               | Tid          |              |
| ------------ | ----------------- | ------------ | ------------ |
| 1.           | UAE Team Emirates | 48t 25' 34"  |              |
| 2.           | Trek-Segafredo    | + 1' 24"     |              |
| 3.           | Groupama-FDJ      | + 1' 41"     |              |
| 4.           | AG2R Citroën Team | + 3' 09"     |              |
| 5.           | Soudal Quick-Step | + 5' 02"     |              |

## Startlista
| Team Jayco AlUla JAY | Team Jayco AlUla JAY   | Team Jayco AlUla JAY |
| -------------------- | ---------------------- | -------------------- |
| #                    | Cyklist                | Placering            |
| 1                    | Michael Matthews (AUS) | 43.                  |
| 2                    | Simon Yates (GBR)      | 2.                   |
| 3                    | Luke Durbridge (AUS)   | 102.                 |
| 4                    | Lucas Hamilton (AUS)   | 54.                  |
| 5                    | Michael Hepburn (AUS)  | 75.                  |
| 6                    | Chris Harper (AUS)     | DNS-2                |
| 7                    | Campbell Stewart (NZL) | 96.                  |

| AG2R Citroën Team ACT | AG2R Citroën Team ACT | AG2R Citroën Team ACT |
| --------------------- | --------------------- | --------------------- |
| #                     | Cyklist               | Placering             |
| 11                    | Ben O'Connor (AUS)    | 6.                    |
| 12                    | Alex Baudin (FRA)     | 26.                   |
| 13                    | Dorian Godon (FRA)    | 24.                   |
| 14                    | Paul Lapeira (FRA)    | 58.                   |
| 15                    | Nans Peters (FRA)     | 27.                   |
| 16                    | Michael Schär (SUI)   | 62.                   |
| 17                    | Damien Touzé (FRA)    | 42.                   |

| Astana Qazaqstan Team AST | Astana Qazaqstan Team AST | Astana Qazaqstan Team AST |
| ------------------------- | ------------------------- | ------------------------- |
| #                         | Cyklist                   | Placering                 |
| 21                        | Luis León Sánchez (ESP)   | 33.                       |
| 22                        | Manuele Boaro (ITA)       | DNF-5                     |
| 23                        | Leonardo Basso (ITA)      | 120.                      |
| 24                        | Fabio Felline (ITA)       | 77.                       |
| 25                        | Dmitriy Gruzdev (KAZ)     | 86.                       |
| 26                        | Martin Laas (EST)         | DNF-5                     |
| 27                        | Gianni Moscon (ITA)       | DNF-3                     |

| Bahrain Victorious TBV | Bahrain Victorious TBV    | Bahrain Victorious TBV |
| ---------------------- | ------------------------- | ---------------------- |
| #                      | Cyklist                   | Placering              |
| 31                     | Peio Bilbao (ESP)         | 3.                     |
| 32                     | Nikias Arndt (GER)        | 38.                    |
| 33                     | Phil Bauhaus (GER)        | 94.                    |
| 34                     | Kamil Gradek (POL)        | DNF-5                  |
| 35                     | Hermann Pernsteiner (AUT) | 45.                    |
| 36                     | Cameron Scott (AUS)       | 121.                   |
| 37                     | Jasha Sütterlin (GER)     | 65.                    |

| Trek-Segafredo TFS | Trek-Segafredo TFS             | Trek-Segafredo TFS |
| ------------------ | ------------------------------ | ------------------ |
| #                  | Cyklist                        | Placering          |
| 41                 | Tony Gallopin (FRA)            | 32.                |
| 42                 | Filippo Baroncini (ITA)        | DNF-4              |
| 43                 | Marc Brustenga (ESP)           | 76.                |
| 44                 | Asbjørn Hellemose (DEN)        | 55.                |
| 45                 | Emīls Liepiņš (LAT) (landsväg) | 46.                |
| 46                 | Natnael Tesfatsion (ERI)       | 14.                |
| 47                 | Antonio Tiberi (ITA)           | 8.                 |

| Cofidis COF | Cofidis COF           | Cofidis COF |
| ----------- | --------------------- | ----------- |
| #           | Cyklist               | Placering   |
| 51          | Bryan Coquard (FRA)   | 10.         |
| 52          | François Bidard (FRA) | 48.         |
| 53          | André Carvalho (POR)  | 104.        |
| 54          | Davide Cimolai (ITA)  | 109.        |
| 55          | Victor Lafay (FRA)    | 44.         |
| 56          | Alexis Renard (FRA)   | 80.         |
| 57          | Harrison Wood (GBR)   | 118.        |

| Soudal Quick-Step SOQ | Soudal Quick-Step SOQ | Soudal Quick-Step SOQ |
| --------------------- | --------------------- | --------------------- |
| #                     | Cyklist               | Placering             |
| 61                    | Mattia Cattaneo (ITA) | 22.                   |
| 62                    | Stan Van Tricht (BEL) | 78.                   |
| 63                    | Dries Devenyns (BEL)  | 39.                   |
| 64                    | James Knox (GBR)      | DSQ-1                 |
| 65                    | Mauro Schmid (SUI)    | 5.                    |
| 66                    | Jannik Steimle (GER)  | 107.                  |
| 67                    | Martin Svrček (SVK)   | DNF-5                 |

| Alpecin-Deceuninck ADC | Alpecin-Deceuninck ADC | Alpecin-Deceuninck ADC |
| ---------------------- | ---------------------- | ---------------------- |
| #                      | Cyklist                | Placering              |
| 71                     | Kaden Groves (AUS)     | 36.                    |
| 72                     | Jensen Plowright (AUS) | DNF-5                  |
| 73                     | Robert Stannard (AUS)  | 57.                    |
| 74                     | Sam Gaze (NZL)         | 93.                    |
| 75                     | Senne Leysen (BEL)     | 116.                   |
| 76                     | Oscar Riesebeek (NED)  | 95.                    |
| 77                     | Michael Gogl (AUT)     | 73.                    |

| Groupama-FDJ GFC | Groupama-FDJ GFC      | Groupama-FDJ GFC |
| ---------------- | --------------------- | ---------------- |
| #                | Cyklist               | Placering        |
| 81               | Michael Storer (AUS)  | 40.              |
| 82               | Miles Scotson (AUS)   | 67.              |
| 83               | Lorenzo Germani (ITA) | 112.             |
| 84               | Reuben Thompson (NZL) | 23.              |
| 85               | Laurence Pithie (NZL) | 106.             |
| 86               | Paul Penhoët (FRA)    | 29.              |
| 87               | Rudy Molard (FRA)     | 12.              |

| Ineos Grenadiers IGD | Ineos Grenadiers IGD           | Ineos Grenadiers IGD |
| -------------------- | ------------------------------ | -------------------- |
| #                    | Cyklist                        | Placering            |
| 91                   | Geraint Thomas (GBR)           | 88.                  |
| 92                   | Ethan Hayter (GBR) (tempolopp) | 18.                  |
| 93                   | Leo Hayter (GBR)               | 56.                  |
| 94                   | Kim Heiduk (GER)               | 79.                  |
| 95                   | Luke Plapp (AUS) (landsväg)    | 53.                  |
| 96                   | Magnus Sheffield (USA)         | 4.                   |
| 97                   | Ben Swift (GBR)                | 70.                  |

| Intermarché-Circus-Wanty ICW | Intermarché-Circus-Wanty ICW | Intermarché-Circus-Wanty ICW |
| ---------------------------- | ---------------------------- | ---------------------------- |
| #                            | Cyklist                      | Placering                    |
| 101                          | Sven Erik Bystrøm (NOR)      | 7.                           |
| 102                          | Julius Johansen (DEN)        | 83.                          |
| 103                          | Hugo Page (FRA)              | 19.                          |
| 104                          | Gerben Thijssen (BEL)        | DNF-5                        |
| 105                          | Taco van der Hoorn (NED)     | 110.                         |
| 106                          | Boy van Poppel (NED)         | DNF-5                        |
| 107                          | Dion Smith (NZL)             | 52.                          |

| Jumbo-Visma TJV | Jumbo-Visma TJV        | Jumbo-Visma TJV |
| --------------- | ---------------------- | --------------- |
| #               | Cyklist                | Placering       |
| 111             | Rohan Dennis (AUS)     | 50.             |
| 112             | Robert Gesink (NED)    | DNF-1           |
| 113             | Lennard Hofstede (NED) | 68.             |
| 114             | Timo Roosen (NED)      | 61.             |
| 115             | Milan Vader (NED)      | 25.             |
| 116             | Tim van Dijke (NED)    | 66.             |
| 117             | Jos van Emden (NED)    | 74.             |

| Movistar Team MOV | Movistar Team MOV     | Movistar Team MOV |
| ----------------- | --------------------- | ----------------- |
| #                 | Cyklist               | Placering         |
| 121               | Gorka Izagirre (ESP)  | 9.                |
| 122               | Imanol Erviti (ESP)   | 49.               |
| 123               | Johan Jacobs (SUI)    | 92.               |
| 124               | Iván Romeo (ESP)      | 41.               |
| 125               | Sergio Samitier (ESP) | 101.              |
| 126               | Lluís Mas (ESP)       | 72.               |

| Team DSM DSM | Team DSM DSM           | Team DSM DSM |
| ------------ | ---------------------- | ------------ |
| #            | Cyklist                | Placering    |
| 131          | Chris Hamilton (AUS)   | 31.          |
| 132          | Matthew Dinham (AUS)   | 59.          |
| 133          | Patrick Bevin (NZL)    | DNF-1        |
| 134          | Romain Combaud (FRA)   | 97.          |
| 135          | Tim Naberman (NED)     | 108.         |
| 136          | Marius Mayrhofer (GER) | 21.          |
| 137          | Martijn Tusveld (NED)  | 69.          |

| UAE Team Emirates UAD | UAE Team Emirates UAD      | UAE Team Emirates UAD |
| --------------------- | -------------------------- | --------------------- |
| #                     | Cyklist                    | Placering             |
| 141                   | Jay Vine (AUS) (tempolopp) | 1.                    |
| 142                   | George Bennett (NZL)       | 15.                   |
| 143                   | Marc Hirschi (SUI)         | 11.                   |
| 144                   | Sjoerd Bax (NED)           | 85.                   |
| 145                   | Alessandro Covi (ITA)      | 64.                   |
| 146                   | Michael Vink (NZL)         | 63.                   |
| 147                   | Finn Fisher-Black (NZL)    | 98.                   |

| Arkéa-Samsic ARK | Arkéa-Samsic ARK       | Arkéa-Samsic ARK |
| ---------------- | ---------------------- | ---------------- |
| #                | Cyklist                | Placering        |
| 151              | Ewen Costiou (FRA)     | 99.              |
| 152              | Mathis Le Berre (FRA)  | 105.             |
| 153              | Élie Gesbert (FRA)     | 20.              |
| 154              | Hugo Hofstetter (FRA)  | 87.              |
| 155              | Kévin Ledanois (FRA)   | 30.              |
| 156              | Łukasz Owsian (POL)    | 81.              |
| 157              | Alessandro Verre (ITA) | 82.              |

| EF Education-EasyPost EFE | EF Education-EasyPost EFE   | EF Education-EasyPost EFE |
| ------------------------- | --------------------------- | ------------------------- |
| #                         | Cyklist                     | Placering                 |
| 161                       | Alberto Bettiol (ITA)       | 37.                       |
| 162                       | Mikkel Frølich Honoré (DEN) | 84.                       |
| 163                       | Jens Keukeleire (BEL)       | 47.                       |
| 164                       | Sean Quinn (USA)            | 60.                       |
| 165                       | Jonas Rutsch (GER)          | 35.                       |
| 166                       | Thomas Scully (NZL)         | 115.                      |
| 167                       | Łukasz Wiśniowski (POL)     | 114.                      |

| Bora-Hansgrohe BOH | Bora-Hansgrohe BOH          | Bora-Hansgrohe BOH |
| ------------------ | --------------------------- | ------------------ |
| #                  | Cyklist                     | Placering          |
| 171                | Jai Hindley (AUS)           | 16.                |
| 172                | Marco Haller (AUT)          | 71.                |
| 173                | Shane Archbold (NZL)        | 111.               |
| 174                | Luis-Joe Lührs (GER)        | 103.               |
| 175                | Jordi Meeus (BEL)           | DNS-2              |
| 176                | Maximilian Schachmann (GER) | 51.                |
| 177                | Giovanni Aleotti (ITA)      | 17.                |

| Israel-Premier Tech IPT | Israel-Premier Tech IPT | Israel-Premier Tech IPT |
| ----------------------- | ----------------------- | ----------------------- |
| #                       | Cyklist                 | Placering               |
| 181                     | Chris Froome (GBR)      | 117.                    |
| 182                     | Daryl Impey (RSA)       | 89.                     |
| 183                     | Simon Clarke (AUS)      | 91.                     |
| 184                     | Corbin Strong (NZL)     | 28.                     |
| 185                     | Taj Jones (AUS)         | DNF-5                   |
| 186                     | Sebastian Berwick (AUS) | 13.                     |
| 187                     | Derek Gee (CAN)         | 34.                     |

| UniSA-Australia AUS | UniSA-Australia AUS   | UniSA-Australia AUS |
| ------------------- | --------------------- | ------------------- |
| #                   | Cyklist               | Placering           |
| 191                 | Caleb Ewan (AUS)      | 100.                |
| 192                 | Jarrad Drizners (AUS) | 90.                 |
| 193                 | Graeme Frislie (AUS)  | DNS-2               |
| 194                 | Conor Leahy (AUS)     | DNS-2               |
| 195                 | Zac Marriage (AUS)    | 119.                |
| 196                 | James Moriarty (AUS)  | DNF-2               |
| 197                 | Liam Walsh (AUS)      | 113.                |

| Team Jayco AlUla JAY | Team Jayco AlUla JAY   | Team Jayco AlUla JAY |
| -------------------- | ---------------------- | -------------------- |
| #                    | Cyklist                | Placering            |
| 1                    | Michael Matthews (AUS) | 43.                  |
| 2                    | Simon Yates (GBR)      | 2.                   |
| 3                    | Luke Durbridge (AUS)   | 102.                 |
| 4                    | Lucas Hamilton (AUS)   | 54.                  |
| 5                    | Michael Hepburn (AUS)  | 75.                  |
| 6                    | Chris Harper (AUS)     | DNS-2                |
| 7                    | Campbell Stewart (NZL) | 96.                  |

| AG2R Citroën Team ACT | AG2R Citroën Team ACT | AG2R Citroën Team ACT |
| --------------------- | --------------------- | --------------------- |
| #                     | Cyklist               | Placering             |
| 11                    | Ben O'Connor (AUS)    | 6.                    |
| 12                    | Alex Baudin (FRA)     | 26.                   |
| 13                    | Dorian Godon (FRA)    | 24.                   |
| 14                    | Paul Lapeira (FRA)    | 58.                   |
| 15                    | Nans Peters (FRA)     | 27.                   |
| 16                    | Michael Schär (SUI)   | 62.                   |
| 17                    | Damien Touzé (FRA)    | 42.                   |

| Astana Qazaqstan Team AST | Astana Qazaqstan Team AST | Astana Qazaqstan Team AST |
| ------------------------- | ------------------------- | ------------------------- |
| #                         | Cyklist                   | Placering                 |
| 21                        | Luis León Sánchez (ESP)   | 33.                       |
| 22                        | Manuele Boaro (ITA)       | DNF-5                     |
| 23                        | Leonardo Basso (ITA)      | 120.                      |
| 24                        | Fabio Felline (ITA)       | 77.                       |
| 25                        | Dmitriy Gruzdev (KAZ)     | 86.                       |
| 26                        | Martin Laas (EST)         | DNF-5                     |
| 27                        | Gianni Moscon (ITA)       | DNF-3                     |

| Bahrain Victorious TBV | Bahrain Victorious TBV    | Bahrain Victorious TBV |
| ---------------------- | ------------------------- | ---------------------- |
| #                      | Cyklist                   | Placering              |
| 31                     | Peio Bilbao (ESP)         | 3.                     |
| 32                     | Nikias Arndt (GER)        | 38.                    |
| 33                     | Phil Bauhaus (GER)        | 94.                    |
| 34                     | Kamil Gradek (POL)        | DNF-5                  |
| 35                     | Hermann Pernsteiner (AUT) | 45.                    |
| 36                     | Cameron Scott (AUS)       | 121.                   |
| 37                     | Jasha Sütterlin (GER)     | 65.                    |

| Trek-Segafredo TFS | Trek-Segafredo TFS             | Trek-Segafredo TFS |
| ------------------ | ------------------------------ | ------------------ |
| #                  | Cyklist                        | Placering          |
| 41                 | Tony Gallopin (FRA)            | 32.                |
| 42                 | Filippo Baroncini (ITA)        | DNF-4              |
| 43                 | Marc Brustenga (ESP)           | 76.                |
| 44                 | Asbjørn Hellemose (DEN)        | 55.                |
| 45                 | Emīls Liepiņš (LAT) (landsväg) | 46.                |
| 46                 | Natnael Tesfatsion (ERI)       | 14.                |
| 47                 | Antonio Tiberi (ITA)           | 8.                 |

| Cofidis COF | Cofidis COF           | Cofidis COF |
| ----------- | --------------------- | ----------- |
| #           | Cyklist               | Placering   |
| 51          | Bryan Coquard (FRA)   | 10.         |
| 52          | François Bidard (FRA) | 48.         |
| 53          | André Carvalho (POR)  | 104.        |
| 54          | Davide Cimolai (ITA)  | 109.        |
| 55          | Victor Lafay (FRA)    | 44.         |
| 56          | Alexis Renard (FRA)   | 80.         |
| 57          | Harrison Wood (GBR)   | 118.        |

| Soudal Quick-Step SOQ | Soudal Quick-Step SOQ | Soudal Quick-Step SOQ |
| --------------------- | --------------------- | --------------------- |
| #                     | Cyklist               | Placering             |
| 61                    | Mattia Cattaneo (ITA) | 22.                   |
| 62                    | Stan Van Tricht (BEL) | 78.                   |
| 63                    | Dries Devenyns (BEL)  | 39.                   |
| 64                    | James Knox (GBR)      | DSQ-1                 |
| 65                    | Mauro Schmid (SUI)    | 5.                    |
| 66                    | Jannik Steimle (GER)  | 107.                  |
| 67                    | Martin Svrček (SVK)   | DNF-5                 |

| Alpecin-Deceuninck ADC | Alpecin-Deceuninck ADC | Alpecin-Deceuninck ADC |
| ---------------------- | ---------------------- | ---------------------- |
| #                      | Cyklist                | Placering              |
| 71                     | Kaden Groves (AUS)     | 36.                    |
| 72                     | Jensen Plowright (AUS) | DNF-5                  |
| 73                     | Robert Stannard (AUS)  | 57.                    |
| 74                     | Sam Gaze (NZL)         | 93.                    |
| 75                     | Senne Leysen (BEL)     | 116.                   |
| 76                     | Oscar Riesebeek (NED)  | 95.                    |
| 77                     | Michael Gogl (AUT)     | 73.                    |

| Groupama-FDJ GFC | Groupama-FDJ GFC      | Groupama-FDJ GFC |
| ---------------- | --------------------- | ---------------- |
| #                | Cyklist               | Placering        |
| 81               | Michael Storer (AUS)  | 40.              |
| 82               | Miles Scotson (AUS)   | 67.              |
| 83               | Lorenzo Germani (ITA) | 112.             |
| 84               | Reuben Thompson (NZL) | 23.              |
| 85               | Laurence Pithie (NZL) | 106.             |
| 86               | Paul Penhoët (FRA)    | 29.              |
| 87               | Rudy Molard (FRA)     | 12.              |

| Ineos Grenadiers IGD | Ineos Grenadiers IGD           | Ineos Grenadiers IGD |
| -------------------- | ------------------------------ | -------------------- |
| #                    | Cyklist                        | Placering            |
| 91                   | Geraint Thomas (GBR)           | 88.                  |
| 92                   | Ethan Hayter (GBR) (tempolopp) | 18.                  |
| 93                   | Leo Hayter (GBR)               | 56.                  |
| 94                   | Kim Heiduk (GER)               | 79.                  |
| 95                   | Luke Plapp (AUS) (landsväg)    | 53.                  |
| 96                   | Magnus Sheffield (USA)         | 4.                   |
| 97                   | Ben Swift (GBR)                | 70.                  |

| Intermarché-Circus-Wanty ICW | Intermarché-Circus-Wanty ICW | Intermarché-Circus-Wanty ICW |
| ---------------------------- | ---------------------------- | ---------------------------- |
| #                            | Cyklist                      | Placering                    |
| 101                          | Sven Erik Bystrøm (NOR)      | 7.                           |
| 102                          | Julius Johansen (DEN)        | 83.                          |
| 103                          | Hugo Page (FRA)              | 19.                          |
| 104                          | Gerben Thijssen (BEL)        | DNF-5                        |
| 105                          | Taco van der Hoorn (NED)     | 110.                         |
| 106                          | Boy van Poppel (NED)         | DNF-5                        |
| 107                          | Dion Smith (NZL)             | 52.                          |

| Jumbo-Visma TJV | Jumbo-Visma TJV        | Jumbo-Visma TJV |
| --------------- | ---------------------- | --------------- |
| #               | Cyklist                | Placering       |
| 111             | Rohan Dennis (AUS)     | 50.             |
| 112             | Robert Gesink (NED)    | DNF-1           |
| 113             | Lennard Hofstede (NED) | 68.             |
| 114             | Timo Roosen (NED)      | 61.             |
| 115             | Milan Vader (NED)      | 25.             |
| 116             | Tim van Dijke (NED)    | 66.             |
| 117             | Jos van Emden (NED)    | 74.             |

| Movistar Team MOV | Movistar Team MOV     | Movistar Team MOV |
| ----------------- | --------------------- | ----------------- |
| #                 | Cyklist               | Placering         |
| 121               | Gorka Izagirre (ESP)  | 9.                |
| 122               | Imanol Erviti (ESP)   | 49.               |
| 123               | Johan Jacobs (SUI)    | 92.               |
| 124               | Iván Romeo (ESP)      | 41.               |
| 125               | Sergio Samitier (ESP) | 101.              |
| 126               | Lluís Mas (ESP)       | 72.               |

| Team DSM DSM | Team DSM DSM           | Team DSM DSM |
| ------------ | ---------------------- | ------------ |
| #            | Cyklist                | Placering    |
| 131          | Chris Hamilton (AUS)   | 31.          |
| 132          | Matthew Dinham (AUS)   | 59.          |
| 133          | Patrick Bevin (NZL)    | DNF-1        |
| 134          | Romain Combaud (FRA)   | 97.          |
| 135          | Tim Naberman (NED)     | 108.         |
| 136          | Marius Mayrhofer (GER) | 21.          |
| 137          | Martijn Tusveld (NED)  | 69.          |

| UAE Team Emirates UAD | UAE Team Emirates UAD      | UAE Team Emirates UAD |
| --------------------- | -------------------------- | --------------------- |
| #                     | Cyklist                    | Placering             |
| 141                   | Jay Vine (AUS) (tempolopp) | 1.                    |
| 142                   | George Bennett (NZL)       | 15.                   |
| 143                   | Marc Hirschi (SUI)         | 11.                   |
| 144                   | Sjoerd Bax (NED)           | 85.                   |
| 145                   | Alessandro Covi (ITA)      | 64.                   |
| 146                   | Michael Vink (NZL)         | 63.                   |
| 147                   | Finn Fisher-Black (NZL)    | 98.                   |

| Arkéa-Samsic ARK | Arkéa-Samsic ARK       | Arkéa-Samsic ARK |
| ---------------- | ---------------------- | ---------------- |
| #                | Cyklist                | Placering        |
| 151              | Ewen Costiou (FRA)     | 99.              |
| 152              | Mathis Le Berre (FRA)  | 105.             |
| 153              | Élie Gesbert (FRA)     | 20.              |
| 154              | Hugo Hofstetter (FRA)  | 87.              |
| 155              | Kévin Ledanois (FRA)   | 30.              |
| 156              | Łukasz Owsian (POL)    | 81.              |
| 157              | Alessandro Verre (ITA) | 82.              |

| EF Education-EasyPost EFE | EF Education-EasyPost EFE   | EF Education-EasyPost EFE |
| ------------------------- | --------------------------- | ------------------------- |
| #                         | Cyklist                     | Placering                 |
| 161                       | Alberto Bettiol (ITA)       | 37.                       |
| 162                       | Mikkel Frølich Honoré (DEN) | 84.                       |
| 163                       | Jens Keukeleire (BEL)       | 47.                       |
| 164                       | Sean Quinn (USA)            | 60.                       |
| 165                       | Jonas Rutsch (GER)          | 35.                       |
| 166                       | Thomas Scully (NZL)         | 115.                      |
| 167                       | Łukasz Wiśniowski (POL)     | 114.                      |

| Bora-Hansgrohe BOH | Bora-Hansgrohe BOH          | Bora-Hansgrohe BOH |
| ------------------ | --------------------------- | ------------------ |
| #                  | Cyklist                     | Placering          |
| 171                | Jai Hindley (AUS)           | 16.                |
| 172                | Marco Haller (AUT)          | 71.                |
| 173                | Shane Archbold (NZL)        | 111.               |
| 174                | Luis-Joe Lührs (GER)        | 103.               |
| 175                | Jordi Meeus (BEL)           | DNS-2              |
| 176                | Maximilian Schachmann (GER) | 51.                |
| 177                | Giovanni Aleotti (ITA)      | 17.                |

| Israel-Premier Tech IPT | Israel-Premier Tech IPT | Israel-Premier Tech IPT |
| ----------------------- | ----------------------- | ----------------------- |
| #                       | Cyklist                 | Placering               |
| 181                     | Chris Froome (GBR)      | 117.                    |
| 182                     | Daryl Impey (RSA)       | 89.                     |
| 183                     | Simon Clarke (AUS)      | 91.                     |
| 184                     | Corbin Strong (NZL)     | 28.                     |
| 185                     | Taj Jones (AUS)         | DNF-5                   |
| 186                     | Sebastian Berwick (AUS) | 13.                     |
| 187                     | Derek Gee (CAN)         | 34.                     |

| UniSA-Australia AUS | UniSA-Australia AUS   | UniSA-Australia AUS |
| ------------------- | --------------------- | ------------------- |
| #                   | Cyklist               | Placering           |
| 191                 | Caleb Ewan (AUS)      | 100.                |
| 192                 | Jarrad Drizners (AUS) | 90.                 |
| 193                 | Graeme Frislie (AUS)  | DNS-2               |
| 194                 | Conor Leahy (AUS)     | DNS-2               |
| 195                 | Zac Marriage (AUS)    | 119.                |
| 196                 | James Moriarty (AUS)  | DNF-2               |
| 197                 | Liam Walsh (AUS)      | 113.                |

Förklaringar
DNF = Fullföljde inte, OTL = Utanför tidsgränsen, DNS = Startade inte, DSQ = Diskvalificerad